# Henryk Łowmiański
Henryk Łowmiański (22. srpna 1898 Ukmergė – 4. září 1984 Poznaň) byl polský historik zaměřený na dějiny středověku. Jeho práce se zaobírá především dějinami Polska, Litvy a Slovanů. Svůj doktorát získal za dílo Počátky litevských měst (Wschody miast litewskich w XVI wieku, 1923–1924) a stal se tak prvním Ph.D. v oboru historie na Univerzitě Štěpána Báthoryho. Mezi jeho dílo patří i šestidílné Počátky Polska (Początki Polski).

## Externí odkazy

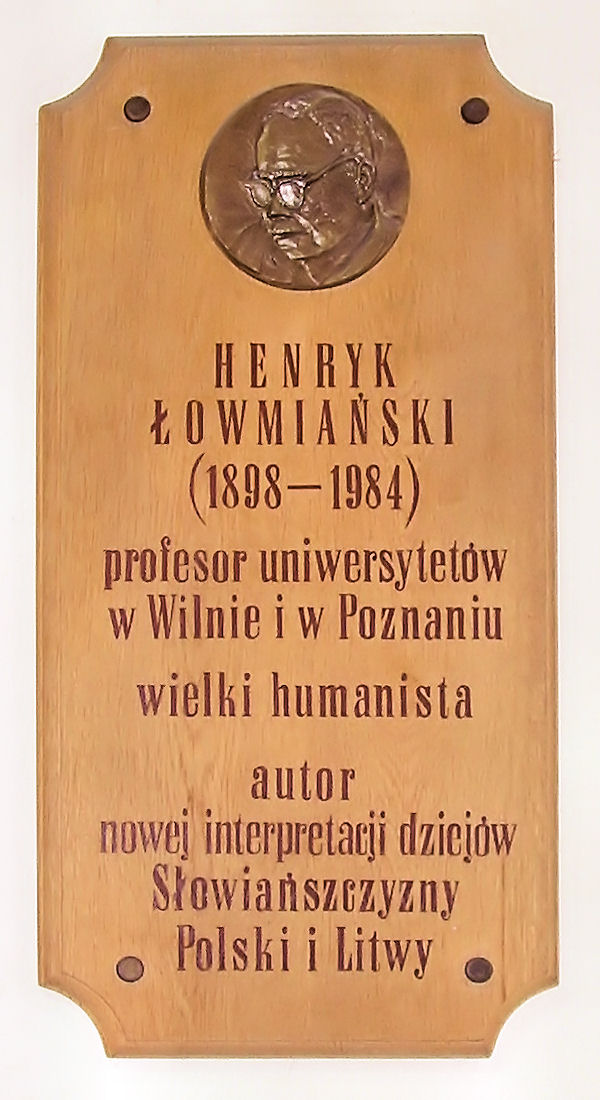
Pamětní plaketa na budově Historické fakulty Univerzity Adama Mickiewicze v Poznani.